# Casa Malcolm Willey
La Casa Malcolm Willey se encuentra en la ciudad de Mineápolis, la más poblada del estado de Minnesota (Estados Unidos). Fue diseñado por el arquitecto estadounidense Frank Lloyd Wright y construido en 1934. Wright llamó a la casa "Gardenwall".

## Historia y arquitectura
Malcolm Willey era administrador de la Universidad de Minnesota. En junio de 1932, su esposa, Nancy Willey, envió una carta a Wright preguntándole si podría proporcionarles una "creación de arte" por un presupuesto de "alrededor de 8000 dólares". El diseño actual es el segundo diseño que Wright concibió para los Willey, ya que el primero resultó demasiado costoso. 
La casa tiene 111 m²  y costó 10 000 dólares. Los Willey la vendieron en 1963 a una familia que luego la vendió a un aficionado de Wright que solo ocupaba la casa esporádicamente. Cuando los propietarios actuales la compraron en 2002, esta necesitaba una restauración importante que ahora está completa.
La Casa Willey está construida principalmente de ladrillo rojo y ciprés. Salvo el linóleo rojo de la cocina, las estancias de la planta noble están soladas con adoquín de ladrillo mortero. Una característica importante del diseño es el triángulo 30-60-90 que da forma a la terraza, los tragaluces y dos ventanas del triforio en la sala de estar. La casa se dispuso de manera que la sala y el comedor formaran un solo espacio: la cocina se separó de ellos mediante placas de vidrio y un conjunto de estanterías. Esto le dio una vista clara desde la cocina a la sala de estar y el comedor, lo que le permitió a la señora Willey para vigilar el resto de la casa mientras está en la cocina. Este fue un paso importante para alejarse del precedente histórico de compartimentar las funciones de la casa en habitaciones separadas. La casa puede considerarse un puente entre las casas de estilo Prairie School anteriores de Wright y sus casas posteriores de estilo Usonian, ya que incorpora ciertos elementos de ambos estilos.
Ubicada en 255 Bedford Street sureste en el vecindario de Prospect Park de Minéapolis, la casa sigue siendo privada y solo es parcialmente visible desde la vía pública. Se encuentra junto a un muro de la autopista que lo bloquea de la vista y el sonido de la cercana Interestatal 94; la casa originalmente tenía una vista panorámica del desfiladero del río Misisipi antes de que la construcción de la autopista la obstruyera en los años 1960. La casa fue la sede de la ceremonia de inauguración de la Interestatal 94 el 9 de diciembre de 1968.

## Galería

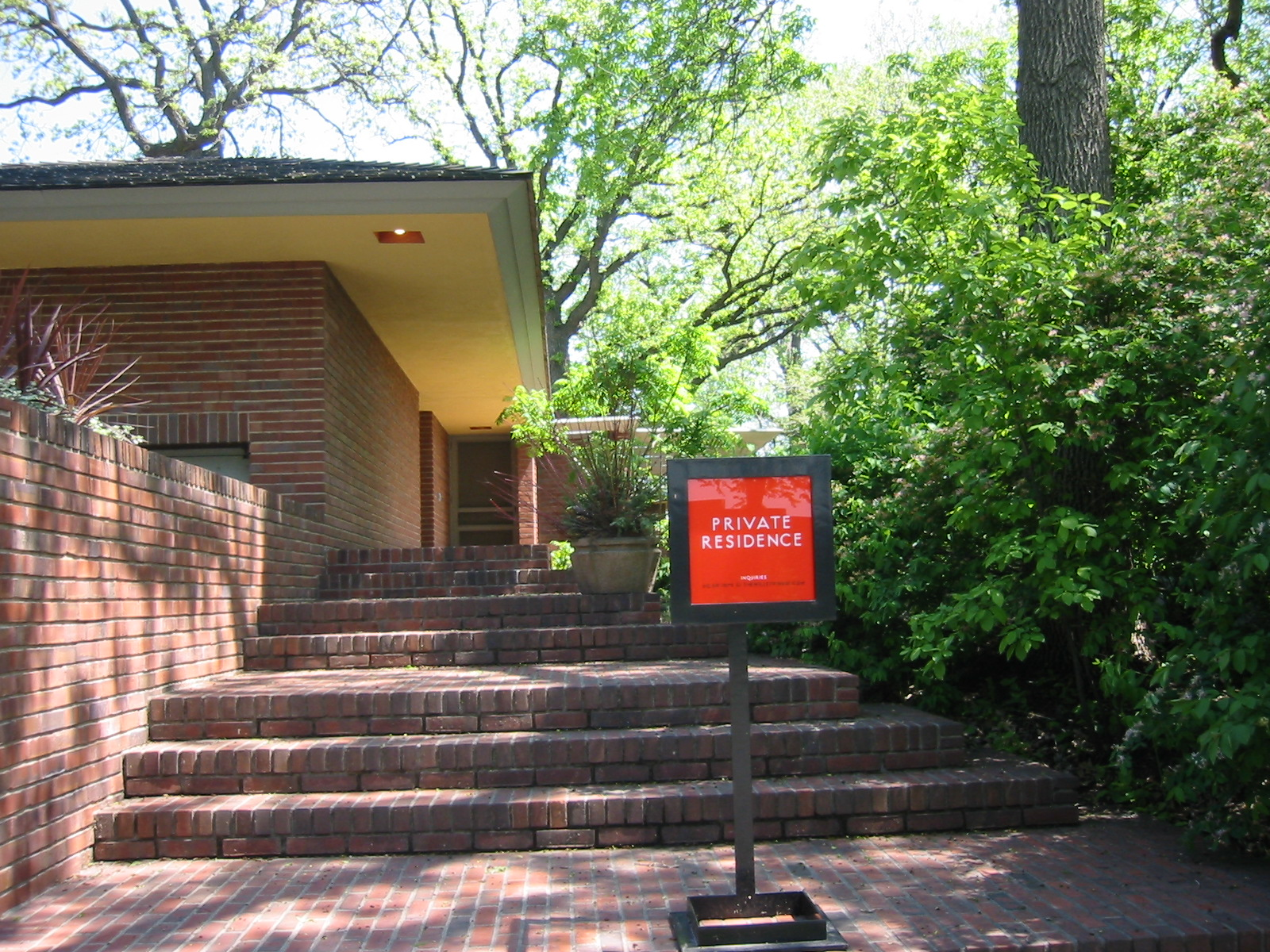
Escaleras de acceso
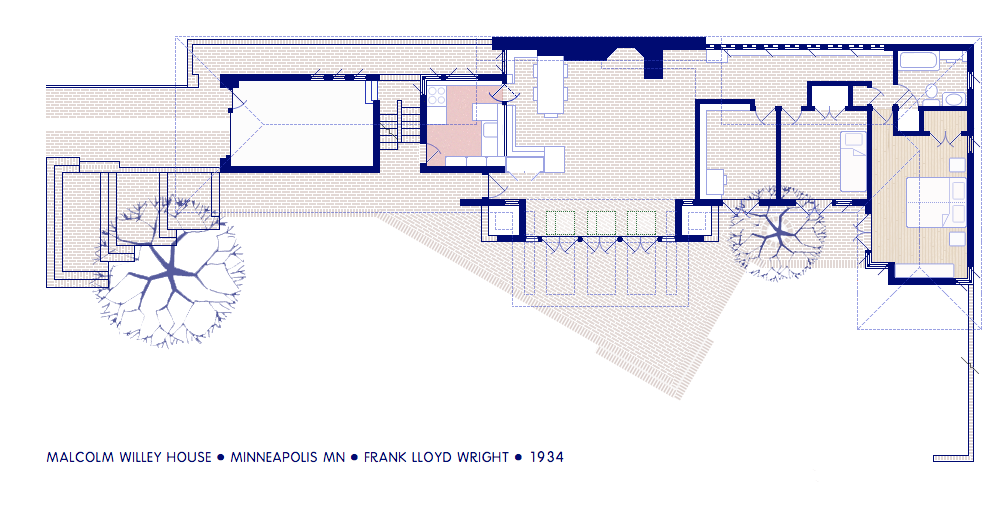
Plano de la planta baja